# HD 80956
HD 80956，又名BD+25 2088，SAO 80797、HR 3723，是一颗恒星，视星等为6.41，位于銀經203.02，銀緯43.64，其B1900.0坐标为赤經9h 17m 44.6s，赤緯+25° 43.64′ 37″。